# 이윤수 (시인)
이윤수(李潤守, 1914년 6월 7일 ~ 1997년 3월 19일)는 대한민국의 시인으로 경북 대구 출생이다. 호는 석우(石牛)이다. 대한민국 최초의 시전문지 죽순(竹筍) 창간했다.
그는 대한민국 문학계에서 가장 오래된 문학동인지인 《죽순지》를 창간하였으며 초창기 유치환, 박목월, 이호우, 이영도 등과 함께 작품활동을 하기도 했다.‘죽순시인구락부’를 위해 모든 것을 쏟아부었으며 1948년 대한민국 최초의 시비인 상화(尙火)시비를 대구 달성공원에 건립하고 이상화선생추모사업회 결성을 주도 하는 등 문화적 업적을 남겼다.

## 학력
일본와세다대학 1935년 졸업

## 경력
기관경력
- 1938년 1월 <일본시단>을 통해 문단 데뷔
- 1945년 10월 죽순시인구락부 창립/죽순시인구락부 대표
- 1946년 4월 조선청년문학가협회 중앙위원(시부)
- 1946년 5월 죽순창간 편집주간/발행인
- 1950년 <죽순> 창간 편집주간
- 1950년 문총구국대 경북지대 조직
- 1972년~1974년 한국문인협회 경북지부 지부장
- 1990년 5월 국제펜 한국본부 고문/한국현대시인협회 고문, 한국문인협회 회원
- 1991년 7월 항일애국시인 목우 백기만 시비건립위원장

기타
- 1948년 3월 상화시비 건립 제막(김소운과 함께)
- 1985년 3월 상화시인상 제정, 상화시 전국백일장 개최

## 활동
상훈
- 종군문인기장 1950년 11월,
- 제4회 경북문화상(정부수립10주년기념) 1958년,
- 한국문총회장상(공로상) 1973년
- 제4회 한국자유시인상 1990년
- 문화훈장 보관 1995년 10월
- 향토문화대상 1995년

시
- 청언의 노래 1938년
- 미소의 꽃(시문학연구) 1938년
- 전선시첩 1950년
- 인간온실 1960년
- 신이 뿌린 어둠 1982년
- 별이 된 단풍잎 1991년
- 인간온실(일본어판,시화공방) 1992년 5월

현재 대구광역시 앞산공원에 세워진 시비에는 그의 대표작 ‘파도’가 새겨져 있다.